# Univerzitetna knjižnica Maribor
Univerzitetna knjižnica Maribor (kratica UKM) je knjižnica, ki deluje v sklopu Univerze v Mariboru. Nahaja se na Gospejni ulici 10 v Mariboru. Njeni osnovni poslanstvi sta podpora znanstvenemu delu in zagotavljanje dostopa do informacij in publikacij. Izobražuje uporabnike o knjižničnem gradivu in jim posreduje informacije za raziskovalno delo.

## Zgodovina
Univerzitetna knjižnica Maribor (kratica UKM) je knjižnica, ki deluje v sklopu Univerze v Mariboru. Knjižnica je bila ustanovljena leta 1903 kot knjižnica Zgodovinskega društva za Slovensko Štajersko. Kot Študijska knjižnica se je med prvo in drugo svetovno vojno razvila v drugo slovensko splošno znanstveno knjižnico. Po koncu 2. svetovne vojne leta 1945 so vse odpeljane knjige vrnili, izgubila pa se je četrtina predvojnih fondov. Leta 1951 je knjižnica dobila svoje poslopje na Prešernovi ulici 1. Prizadevanja za razvoj Študijske knjižnice v visokošolsko in kasneje v univerzitetno so se pričela že leta 1959. Takrat je postala osrednja knjižnica mariborskega visokega šolstva in je pomagala ustanavljati ter urejati knjižnice novih visokošolskih zavodov. Leta 1975 je bil podpisan Samoupravni sporazum o združitvi Visokošolske in študijske knjižnice v Univerzo v Mariboru. Knjižnica ga je podpisala kot enakovredna in enakopravna soustanoviteljica Univerze v Mariboru. Od septembra tega leta se knjižnica imenuje Univerzitetna knjižnica Maribor. V sklopu mariborskega visokega šolstva si je prizadevala, da bi njegovo knjižničarstvo, po zgledih iz tujine, povezala v učinkovit sistem. UKM je bila prva knjižnica v državi, ki je v sodelovanju z bibliotekarji Univerzitetne knjižnice računalniško podprla izposojo gradiva. Knjižnična zgradba, postavljena ob zgradbo Univerze v Mariboru, sestavlja mariborsko univerzitetno središče. Univerzitetna knjižnica Maribor – članica Univerze v Mariboru od 12. oktobra 1996 – je osrednja univerzitetna knjižnica, ki s svojo dejavnostjo daje informacijsko podporo izobraževalnemu, znanstvenoraziskovalnemu in umetniškemu delu na univerzi, koordinira izdelavo bibliografije Univerze, izobražuje uporabnike o knjižničnem gradivu ter posreduje informacije za raziskovalno in strokovno delo tudi drugim uporabnikom. Kot arhivska knjižnica hrani obvezne izvode knjižničnega gradiva z območja Republike Slovenije, kot domoznanska knjižnica zbira, dokumentira in posreduje domoznansko gradivo za mesto Maribor in njegovo širšo okolico. Leta 2008 je bila otvoritev prenovljene UKM in praznovanje 20. obletnice sedanje stavbe.

## Gradivo-zbirke-ureditev
- Gradivo

Knjižnično gradivo v UKM zajema tiskane ali kako drugače tehnično izdelane zapise (knjige, brošure, serijske publikacije, zemljevide, atlase, muzikalije, gramofonske plošče, zvočne in video kasete, mikrofilme in mikrofiše, diskete, CD-ROM-e, drobne tiske vseh vrst z območja Republike Slovenije) ter elektronske vire (e-knjige, e-revije). Knjižnica dobiva po Zakonu o obveznem pošiljanju tiskov po dva izvoda, od katerih mora kot druga arhivska knjižnica v Sloveniji enega arhivirati, drugega pa po določilih zakona dati v uporabo.
- Zbirke

Posebne zbirke v knjižnici so: Glasbena in filmska zbirka, Kartografska zbirka, Rokopisna zbirka, Zbirka drobnih tiskov, Patentna zbirka (PATLIB center UKM), Ornitološka zbirka, Bibliotekarska zbirka, Učna zbirka in Informacijska zbirka. V knjižnici delujejo tudi centri in čitalnice. Enota za domoznanstvo dokumentira članke in prispevke, ki v monografskih in periodičnih publikacijah obravnavajo dogajanje v Mariboru in severovzhodni Sloveniji, pa tudi na Univerzi v Mariboru ter posredujejo informacije. Evropski dokumentacijski center, ki je bil ustanovljen leta 1993 s pomočjo Evropske unije, je knjižnico obogatil z vrsto periodičnih in monografskih publikacij, ki jih izdaja unija in v katerih so objavljeni najnovejši podatki s področja gospodarstva, prava, šolstva in politike. V Avstrijski čitalnici je že skoraj 8.000 monografskih in periodičnih publikacij s področja humanističnih, družboslovnih in tehniških ved, ki jih izdajajo avstrijske založbe. Univerzitetna knjižnica Maribor v svojo ponudbo vključuje dostop do številnih elektronskih informacijskih virov, kot so revije s celotnimi besedili, elektronske knjige in podatkovne zbirke.

## Storitve
Storitve UKM vključujejo:
- izbiranje, nakup, organiziranje, hranjenje in ohranjanje edinstvenih zapisov človeške misli in kreativnosti ne glede na lastništvo in obliko
- izobraževanje uporabnikov in spodbujanje informacijske pismenosti in strokovne ter osebne rasti uporabnikov in zaposlenih
- zagotavljanje enostavno dostopnega, uporabnikom prijaznega in varnega okolja za uporabnike in zaposlene
- uporaba inovativne tehnologije za doseganje produktivnosti in učinkovitosti
- spodbujanje komunikacije in sodelovanja s partnerskimi knjižnicami, fakultetami in drugimi izobraževalnimi ustanovami ter lokalnim okoljem
- spodbujanje ustvarjalne misli in dinamične organizacije, ki se odziva na spremembe ciljev in potreb univerze in okolja

## Kisum (Knjižnični informacijski sistemUniverze v Mariboru)
Univerzitetna knjižnica Maribor se povezuje z visokošolskimi knjižnicami v knjižnični informacijski sistem Univerze v Mariboru (KISUM). Za uporabnike teh knjižnic je bila uvedena enotna izkaznica, za študente Univerze v Mariboru pa velja študentska izkaznica. Knjižnični fond vseh knjižnic Univerze v Mariboru obsega približno 1.500.000 enot, od tega je fond Univerzitetne knjižnice Maribor približno 970.000 enot. Knjižnično gradivo zajema tiskane ali kako drugače tehnično izdelane zapise (knjige, brošure, serijske publikacije, zemljevide, atlase, muzikalije, gramofonske plošče, zvočne in video kasete, mikrofilme in mikrofiše, diskete, CD-ROM-e, drobne tiske vseh vrst z območja Republike Slovenije) ter elektronske vire (e-knjige, e-revije). KISUM opravlja naslednje vloge: organizacijsko se osrednja knjižnica povezuje s fakultetnimi preko strokovnih referentov, informacijsko (dostop do informacij in gradiva), pedagoško (enotno načrtovanje in izvajanje izobraževanja uporabnikov), bibliografsko (enotno vodenje in urejanje bibliografije univerzitetnih profesorjev in raziskovalcev), arhivsko (enotna skrb za varnost in zaščito gradiva). Knjižnica dobiva po Zakonu o obveznem pošiljanju tiskov po dva izvoda, od katerih mora kot druga arhivska knjižnica v Sloveniji enega arhivirati, drugega pa po določilih zakona dati v uporabo. Ima pa tudi bogate zaloge starejših slovenskih tiskov od protestantskega obdobja dalje. Njene službe sistematično spremljajo potrebe po študijski literaturi, zato kupuje primerno število obveznih in priporočenih učbenikov. Knjižnično gradivo v tujih jezikih knjižnica večinoma kupuje ali ga pridobiva z zamenami in darovi. Izbira predvsem znanstveno in strokovno literaturo z različnih področij, posebno še tistih, ki so pomembna za mariborsko univerzo. Tuja literatura je pretežno nemška in angleška, zastopana pa je tudi v drugih jezikih.

## Uporabniki
UKM ima več kot 18.451 aktivnih uporabnikov, ki si letno izposodijo skoraj 400.000 enot gradiva.